# Centrotypus amplicornis
Centrotypus amplicornis är en insektsart som beskrevs av Carl Stål. Centrotypus amplicornis ingår i släktet Centrotypus och familjen hornstritar. Inga underarter finns listade i Catalogue of Life.